# 北海道社会事業協会
北海道社会事業協会（ほっかいどうしゃかいじぎょうきょうかい）は、正式名称は社会福祉法人北海道社会事業協会。通称は協会病院。
「北海道の医療・福祉の過疎を軽減する」という命題のもと、1921年（大正10年）に発足し、主な事業として北海道内に7つの病院を運営しており、社会福祉法に基づく無料低額診療事業を現在でも行っている。
運営する施設として7病院、看護専門学校、母子生活支援施設、保育所、介護老人保健施設、在宅関連事業(訪問看護ステーション、通所リハビリステーション等)があり、病院については1956年（昭和31年）に医療法第31条の公的医療機関として指定を受けている。

## 理念
- 私どもは医療、保健、福祉の従事者として力を合わせ、心のこもった医療、看護、介護の実践に努めます。[1]

## 運営施設
| 病院名     | 病床数 | 診療科目 |
| ---------- | ------ | --- |
| 函館病院   | 286床  | 内科、消化器科、外科、整形外科、皮膚科、泌尿器科、麻酔科、放射線科、 リハビリテーション科、歯科、口腔外科                                                                                    |
| 小樽病院   | 240床  | 消化器内科、内科、循環器科、呼吸器科、外科、呼吸器外科、整形外科、形成外科 産婦人科、小児科、麻酔科、放射線科                                                                                |
| 余市病院   | 172床  | 内科、総合診療科、小児科、外科、心臓血管外科、整形外科、眼科、産婦人科 泌尿器科、リハビリテーション科                                                                                        |
| 岩内病院   | 172床  | 合診療科（人工透析）、消化器内科、循環器内科、小児科、外科、整形外科 神経精神科、眼科 |
| 帯広病院   | 300床  | 総合診療科、消化器内科、循環器内科、呼吸器内科、リウマチ科、小児科、外科 脳神経外科、整形外科、泌尿器科、産婦人科、耳鼻咽喉科、眼科 麻酔科、リハビリテーション科、精神科、救急科、病理診断科 |
| 富良野病院 | 255床  | 内科、総合内科、消化器内科、循環器内科、呼吸器内科、小児科、外科、整形外科 産婦人科、眼科、耳鼻咽喉科、泌尿器科、皮膚科、リハビリテーション科 心臓血管外科、神経内科                         |
| 洞爺病院   | 292床  | 内科、外科、整形外科、小児科、リハビリテーション科、泌尿器科 麻酔科、歯科、歯科口腔外科 |

| 施設名                 | 所在地                         | 定員数                    |
| ---------------------- | ------------------------------ | ------------------------- |
| 介護老人保健施設ふらの | 北海道富良野市住吉町1番25号    | 入所:100名 通所:30名(1日) |
| 帯広看護専門学校       | 北海道帯広市東5条南13丁目1番地 | 30名/学年                 |
| 駒鳥保育所             | 北海道札幌市中央区北1条東8丁目 | 定員90名                  |

## 不祥事・労働問題
- 社会福祉士の男性（30代）に病院への就職の内定を出しながら、男性がHIVに感染していることを知った当協会が内定を取り消し。男性が当協会に対し、慰謝料など330万円の支払いを求めた。2019年9月17日、札幌地方裁判所は男性の訴えを認め、165万円の賠償を命じた。判決の中で裁判長は「HIV感染の情報は極めて秘密性が高い。事実を告げなかったとしても、内定を取り消すことは許されない」と指摘。さらに「そもそも事業者が採用にあたって感染の有無を確認することは、特段の事情がない限り許されない」とした[2]。